# Kaigi Daigakkō

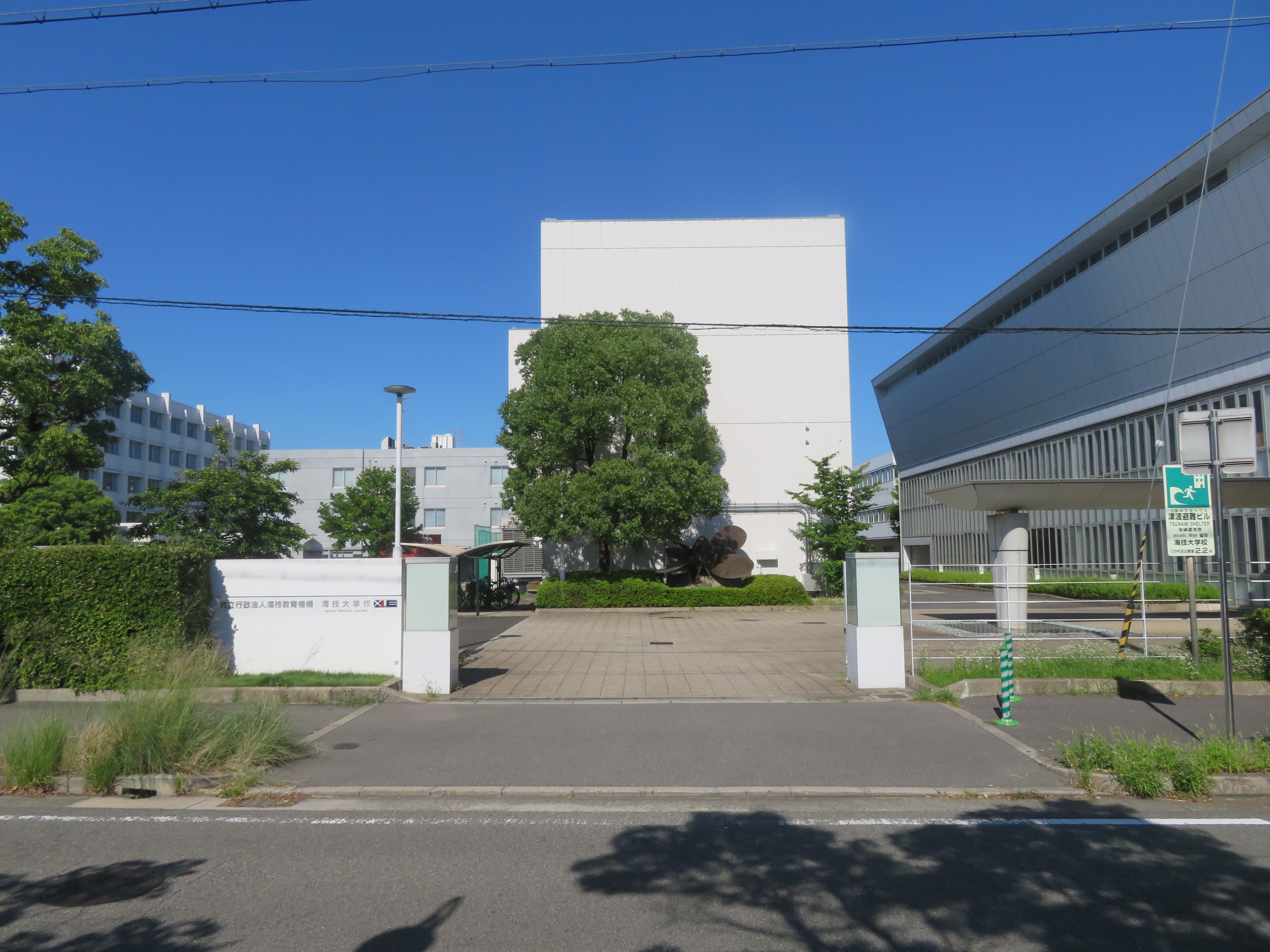
Kaigi Daigakkō (2022)

Die Kaigi Daigakkō (japanisch 海技大学校, dt. „Hochschule für Seefahrtstechnik“; engl. Marine Technical College, kurz: Kaigidai (海技大) oder Kaidai (海大)) ist eine staatliche Hochschule in Ashiya in der Präfektur Hyōgo (Japan).

## Geschichte
Gegründet wurde die Hochschule 1945 als Fachakademie für Seefahrtstechnik (海技専門学院 Kaigi semmon gakuin) in Fukae, Kōbe (heute der Fukae-Campus der Universität Kōbe). 1955 zog sie in den heutigen Campus um. 1961 erhielt sie den heutigen Namen.
Die Hochschule ist eine Ausbildungsstätte von der Japan agency of Maritime Education and Training for Seafarers (JMETS, jap. 独立行政法人 海技教育機構), und sie ist nicht nach dem japanischen Schul- und Erziehungsgesetz (jap. 学校教育法 Gakkō kyōiku hō) eingerichtet (Also heißt sie nicht „Daigaku“, sondern „Daigakkō“). Der Zweck der Hochschule ist Ausbildung der neuen Seefahrer oder Fortbildung der bestehenden Seefahrer. Die Ausbildungskurse der neuen Seefahrer (2-jährig) sind für die Absolventen der Kurzhochschulen für Seefahrtstechnik der JMETS (海上技術短期大学校, Kaijō gijutsu tanki daigakkō) oder die Absolventen der anderen Hochschulen (Mitarbeiter von Schifffahrtsunternehmen).

## Fakultäten
- Kurse für Seefahrtstechnik (海上技術コース)

– Dauer: 2 Jahren. Ausbildungskurse der neuen Seefahrer
- Kurse für Lotsenausbildung (水先コース)

– Fortbildungskurse für die bestehenden Seefahrer
Die Hochschule bietet weitere Fortbildungskurse für die bestehenden Seefahrer an.